# Cona
Cona (Còna in veneto) è un comune italiano sparso di 2 733 abitanti della città metropolitana di Venezia in Veneto. La sede municipale non si trova nel borgo omonimo ma nella frazione di Pegolotte.

## Storia

### Simboli
Lo stemma e il gonfalone del comune di Cona sono stati concessi con decreto del presidente della Repubblica del 10 luglio 2000.
Il gonfalone è un drappo di giallo.

## Monumenti e luoghi d'interesse

### Chiesa parrocchiale di Cona
La parrocchiale di Cona fu rifatta nel 1909 sulla base di quella precedente, edificata nel XV secolo.

### Chiesa parrocchiale di Foresto
La piccola chiesa parrocchiale di Foresto, risalente al 1662, unita al suo bel campanile, rappresenta un notevole esempio di edificio religioso rurale. Un approfondito restauro è stato effettuato durante il 2009 e la chiesa è stata riaperta nel mese di settembre dello stesso anno.

### Chiesa parrocchiale di Cantarana
La chiesa di Cantarana fu costruita nel 1705 e divenne parrocchiale nel 1718. All'inizio del XX secolo venne edificato il campanile.

## Società

### Evoluzione demografica
Abitanti censiti

## Geografia antropica

### Frazioni

#### Foresto di Cona
Foresto è una località situata nel comune di Cona ed è delimitata a sud dal Canal dei Cuori, ad ovest dalla statale 516 "Piovese", a est dalla ferrovia Mestre-Adria e a nord dalla provinciale 7 "Rebosola". Tale frazione, come giurisdizione religiosa cattolica, è inglobata nella vicaria di Cavarzere e fa parte della diocesi di Chioggia, mentre tutti i territori limitrofi fanno parte della diocesi di Padova. Foresto, con buona probabilità, apparteneva ai monaci regolari di S. Agostino e, alla soppressione di tale ordine, i territori furono affidati al vescovo di Chioggia.
Il toponimo fa capire che nella zona anticamente vi era una ricca flora e fauna boschiva, come fanno pensare anche i nomi di località vicine, come Villa del Bosco (loc. di Correzzola) Boscochiaro (frazione di Cavarzere), Boscofondi (loc. di Pettorazza Grimani). 
Foresto, nelle cronache antiche, viene spesso nominata come terra di caccia dei dogi. Foresto ha visto il suo declino e le sue terre acquistate da nobili famiglie veneziane, che lottarono contro il "Vagantivo" praticato dagli abitanti del luogo; ne è ricordo la lapide posta in Corte Civrana che riporta: (...) oggi seguito a favore delli N.N.H.H., Piero e Francesco Fratelli Civran e contro l'Università dei poveri di Cavarzere, viene espressamente proibito a cadauno di detti poveri far canna, carretto, caresina, pescar, trar di schioppo, far pavera né recar molestie nella valle civrana (...).
Prima che il territorio di Cona fosse diviso in varie località (come risulta da alcune carte toponomastiche e geografiche dell'epoca) era interamente denominato Foresto. La Parrocchia di S. Maria della Neve di Foresto è composta da circa 200 persone.

## Amministrazione

### Sindaci dal 1946
| Nominativo                                           | Nominativo                                        | Partito / Coalizione                              | Periodo                                           | Elezione                                          |
| Sindaci eletti dal Consiglio comunale (1946-1995)    | Sindaci eletti dal Consiglio comunale (1946-1995) | Sindaci eletti dal Consiglio comunale (1946-1995) | Sindaci eletti dal Consiglio comunale (1946-1995) | Sindaci eletti dal Consiglio comunale (1946-1995) |
| ---------------------------------------------------- | ------------------------------------------------- | ------------------------------------------------- | ------------------------------------------------- | ------------------------------------------------- |
|                                                      | Bruno Alberti                                     | Partito Socialista Italiano                       | 1946-1951                                         | 1946                                              |
|                                                      | Virgilio Rubin                                    | Partito Comunista Italiano                        | 1951-1956                                         | 1951                                              |
|                                                      | Giovanni Tonetti                                  | Partito Socialista Italiano (1956-59)             | 1956-1960                                         | 1956                                              |
|                                                      | Giovanni Tonetti                                  | Partito Comunista Italiano (1959-60)              | 1956-1960                                         | 1956                                              |
|                                                      | Giovanni Nucibella                                | Democrazia Cristiana                              | 1960-1962                                         | 1960                                              |
|                                                      | Leone Barbierato                                  | Democrazia Cristiana                              | 1962-1964                                         | (1960)                                            |
|                                                      | Ermogene Novo (Vicesindaco f.f.)                  | Democrazia Cristiana                              | 1964-1965                                         | (1960)                                            |
|                                                      | Antonio Milani                                    | Democrazia Cristiana                              | 1965-1975                                         | 1964                                              |
| 1970                                                 | Antonio Milani                                    | Democrazia Cristiana                              | 1965-1975                                         |                                                   |
|                                                      | Maurizio Stoppa                                   | Democrazia Cristiana                              | 1975-1980                                         | 1975                                              |
|                                                      | Gino Pinato                                       | Democrazia Cristiana                              | 1980-1985                                         | 1980                                              |
|                                                      | Erasmo Bojan                                      | Democrazia Cristiana                              | 1985-1990                                         | 1985                                              |
|                                                      | Primo Frizzarin                                   | Partito Socialista Italiano                       | 1990-1995                                         | 1990                                              |
| Sindaci eletti direttamente dai cittadini (dal 1995) |                                                   |                                                   |                                                   |                                                   |
|                                                      | Luciano Lazzarotto                                | L.c. Vivere Cona                                  | 1995-2004                                         | 1995                                              |
|                                                      | Luciano Lazzarotto                                | Centro-destra                                     | 1995-2004                                         | 1999                                              |
|                                                      | Anna Berto                                        | Centro-sinistra                                   | 2004-2014                                         | 2004                                              |
| 2009                                                 | Anna Berto                                        | Centro-sinistra                                   | 2004-2014                                         |                                                   |
|                                                      | Alberto Panfilio                                  | Centro-destra                                     | 2014-2019                                         | 2014                                              |
|                                                      | Alessandro Aggio                                  | Centro-destra                                     | 2019-in carica                                    | 2019                                              |
| 2024                                                 | Alessandro Aggio                                  | Centro-destra                                     | 2019-in carica                                    |                                                   |